# Rolim de Moura Esporte Clube
Rolim de Moura Esporte Clube é um clube brasileiro de futebol da cidade de Rolim de Moura, no estado de Rondônia. Foi fundado dia 4 de novembro de 2002.
Em 1 de junho de 2023, anunciou o retorno aos gramados após 6 anos de licenciamento.

## Títulos

### Estaduais
- Vice-campeonato Rondoniense 2ª Divisão: 2007 e 2024

## Escudo
| Evolução do escudo do Rolim de Moura Esporte Clube | Evolução do escudo do Rolim de Moura Esporte Clube | Evolução do escudo do Rolim de Moura Esporte Clube | Evolução do escudo do Rolim de Moura Esporte Clube | Evolução do escudo do Rolim de Moura Esporte Clube | Evolução do escudo do Rolim de Moura Esporte Clube | Evolução do escudo do Rolim de Moura Esporte Clube | Evolução do escudo do Rolim de Moura Esporte Clube |
| 2002-2023                                          | 2023-                                              |                                                    |                                                    |                                                    |                                                    |                                                    |                                                    |
| -------------------------------------------------- | -------------------------------------------------- | -------------------------------------------------- | -------------------------------------------------- | -------------------------------------------------- | -------------------------------------------------- | -------------------------------------------------- | -------------------------------------------------- |